# Parastenocaris bulgarica
Parastenocaris bulgarica is een eenoogkreeftjessoort uit de familie van de Parastenocarididae. De wetenschappelijke naam van de soort is voor het eerst geldig gepubliceerd in 1993 door Apostolov.